# 1538年
| 千纪： | 2千纪 |
| 世纪： | 15世纪 \| 16世纪 \| 17世纪                                                                                 |
| 年代： | 1500年代 \| 1510年代 \| 1520年代 \| 1530年代 \| 1540年代 \| 1550年代 \| 1560年代                           |
| 年份： | 1533年 \| 1534年 \| 1535年 \| 1536年 \| 1537年 \| 1538年 \| 1539年 \| 1540年 \| 1541年 \| 1542年 \| 1543年 |
| 纪年： | 戊戌年（狗年）；明嘉靖十七年；越南莫朝大正九年，后黎朝元和六年；日本天文七年                               |

## 大事记
- 2月24日——納吉瓦拉德條約（英语：Treaty of Nagyvárad）：在神聖羅馬帝國皇帝費迪南德一世和奧斯曼帝國之間宣布和平。扎波堯伊·亞諾什被承認為匈牙利國王（東匈牙利王國（英语：Eastern Hungarian Kingdom）），而費迪南德則保留了王國的北部和西部地區，並被承認為王位繼承人。
- 2月，教宗保祿三世成功締結一個神聖同盟（包括聖座、西班牙、神聖羅馬帝國、威尼斯共和國和馬爾他騎士團）來對抗奧斯曼帝國。
- 6月18日——法國國王弗朗索瓦一世與神聖羅馬皇帝查理五世簽署《尼斯和約（法语：Paix de Nice）》，法蘭西獲得佈雷斯和比熱，而米蘭則歸屬于哈布斯堡王朝。
- 7月，奧斯曼帝國印度洋艦隊應古吉拉特蘇丹國馬哈杜爾沙阿（英语：Mahmud Shah III of Gujarat）的請求，試圖從葡萄牙手中奪取第烏時失利，古吉拉特蘇丹國被迫與葡萄牙帝國議和。
- 8月6日——西班牙建立波哥大城，建立新格林纳达王国（英语：New Kingdom of Granada）。
- 9月，奧斯曼帝國為掌握地中海的制海權，與神聖羅馬帝國爆發普雷韋扎（Preveza）海戰，海雷丁·巴巴羅薩打敗由安德烈亞·多里亞指揮的聯合艦隊，確保奧斯曼帝國在接下來33年裡對東地中海的統治，直至1571年的勒班陀戰役。
- 足利義明與北條氏綱爆發第一次國府台之戰，因里見義堯採取消極態度而處於劣勢並戰死，後北條氏的勢力侵入下總國，里見義堯則將房總半島的大半區域納入手中。
- 施馬爾卡爾登聯盟與完成宗教改革的丹麥結盟。
- 哈德姆·蘇萊曼·帕夏所領導的奧斯曼帝國軍隊攻佔亞丁。
- 莫臥兒帝國胡馬雍佔領孟加拉的Gaur城。
- 東吁王朝在與勃固王朝的戰爭（英语：Toungoo–Hanthawaddy War）中佔領勃固，為第一次勃固陷落，東吁王朝雄據下緬甸地區。
- 玻利维亚沦为西班牙殖民地,称上秘鲁。
- 土默特部首領吉囊第四次征討兀良哈部。
- 土默特部首領吉囊数度侵犯明朝宣府。

## 出生
- 足利義榮（天文7年（1538年）- 永祿11年10月8日（1568年10月28日））為日本室町幕府第十四代將軍。

## 逝世
- 織田信定（?-1538年）為日本尾張守護代織田信秀之父,織田信長的祖父。
- 葉連娜·瓦西里耶芙娜·格林斯卡婭，莫斯科公國大公瓦西里三世第二任妻子和俄羅斯攝政（1533年至1538年），伊凡四世的母親。
- 10月29日——足利義明，室町時代後期至日本戰國時代的武將，第2代古河公方足利政氏之子，第3代古河公方足利高基之弟，佔據小弓城後自稱「小弓公方」並與古河公方對立。